# Kolumna wotywna Najświętszej Maryi Panny w Kłodzku

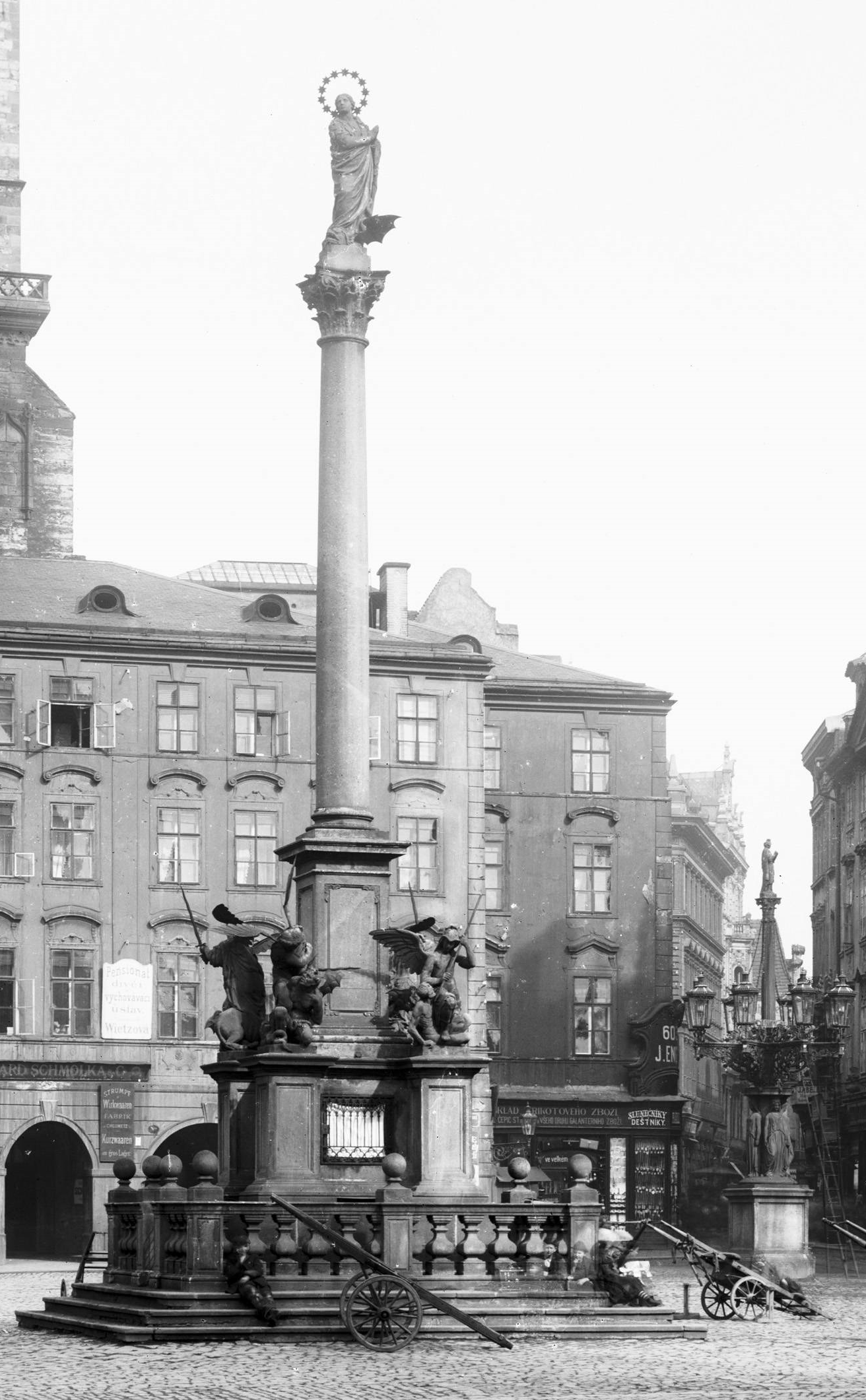
Kolumna maryjna w Pradze będąca wzorcem dla kolumny w Kłodzku

Kolumna wotywna Najświętszej Maryi Panny w Kłodzku – późnobarokowa kolumna maryjna wykonana w Kłodzku w 1680 przez miejscowego rzeźbiarza Jana Adama Bayerhoffa i ślusarza Jana Scholza.

## Historia
Kolumna została wzniesiona w 1680 jako wspólna inicjatywa rady miejskiej Kłodzka, Jerzego Ignacego Pachy’ego (proboszcza Różanki) i kłodzkich jezuitów. Stanowić miała wotum za ocalenie miasta z zarazy (kolumna morowa), która pochłonęła 1479 osób oraz pożaru miasta z 1676. Program ideowy na kolumnie opracowali prawdopodobnie kłodzcy jezuici. Wzorowana była na praskiej kolumnie maryjnej, ufundowanej w 1650 przez cesarza Ferdynanda III Habsburga. Była jedną z najwcześniejszych kolumn maryjnych na ziemi kłodzkiej.
Zarządzeniem wojewódzkiego konserwatora zabytków z dnia 24 marca 1950 kolumna została wpisana do rejestru zabytków. Była gruntownie remontowana w 1972 i 1997.

## Architektura
Kolumna wykonana z piaskowca znajduje się w zachodniej części placu Bolesława Chrobrego. Stoi na spadzistym terenie placu, z którego prowadzi do niego siedem stopni od frontu. Na poziomym, wyrównanym terenie osadzona jest tęga balustrada z furtą pośrodku i czterema postumentami na narożnikach. Stoją na nich figury czterech patronów chroniących od chorób zakaźnych: świętego Sebastiana, świętego Rocha, świętego Karola Boromeusza i świętego Franciszka Ksawerego – patrona Kłodzka.
Na poręczy znajduje się solidny blok z wnęką w środku, którą zapełnia rzeźba śpiącej świętej Rozalii. Na wysokiej kolumnie, zwieńczonej osobnym postumentem, stoi posąg Najświętszej Maryi Panny. Postument otoczony jest przez cztery posągi: świętego Floriana, świętego Józefa, Anioła Stróża i Archanioła Gabriela. Furta, dzieło ślusarza Jana Scholza, przedstawia dwa orły habsburskie, wykonane z trybowanej, złoconej blachy na tle lekkiej arabeski z prętów stalowych.

## Galeria

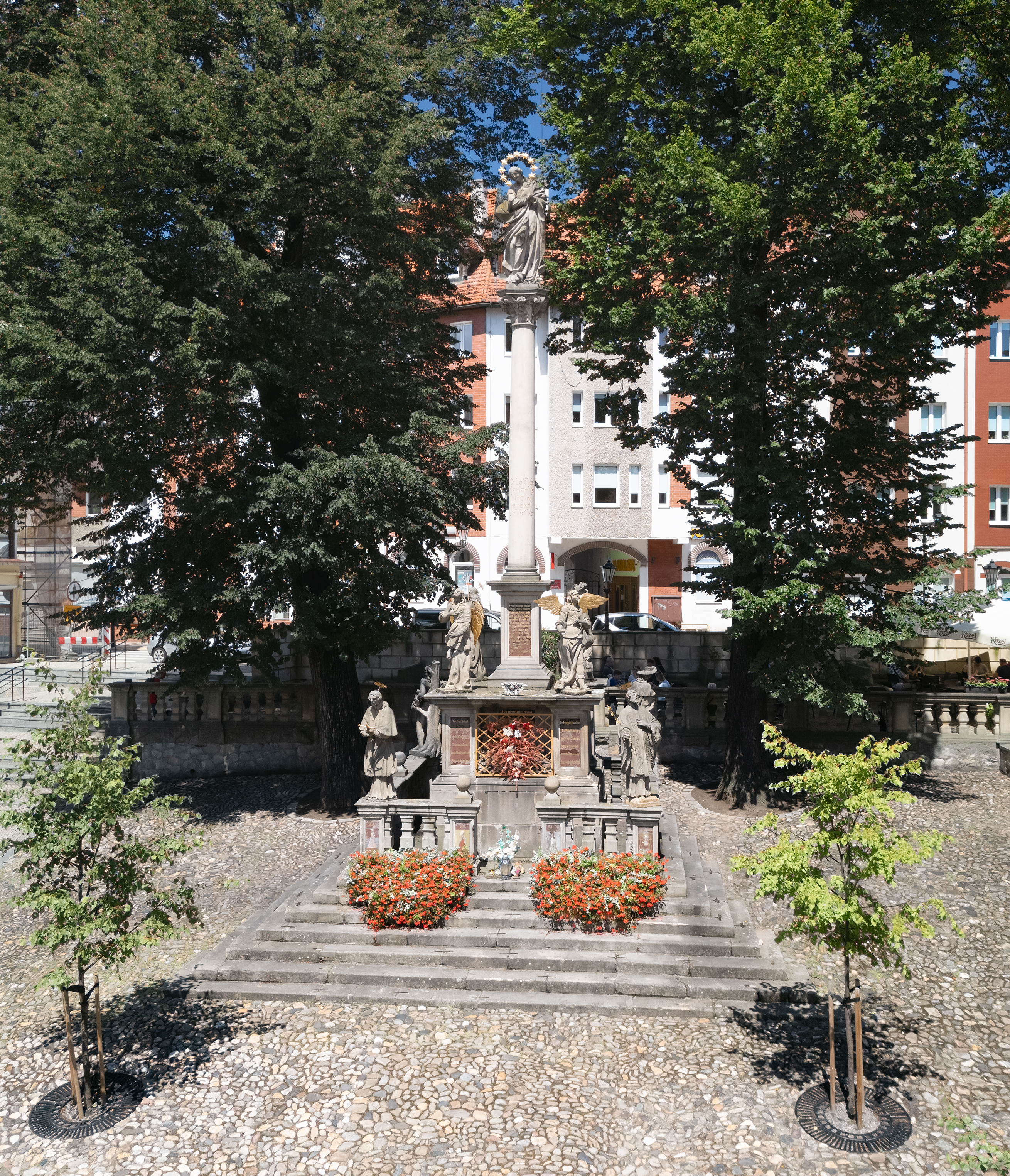
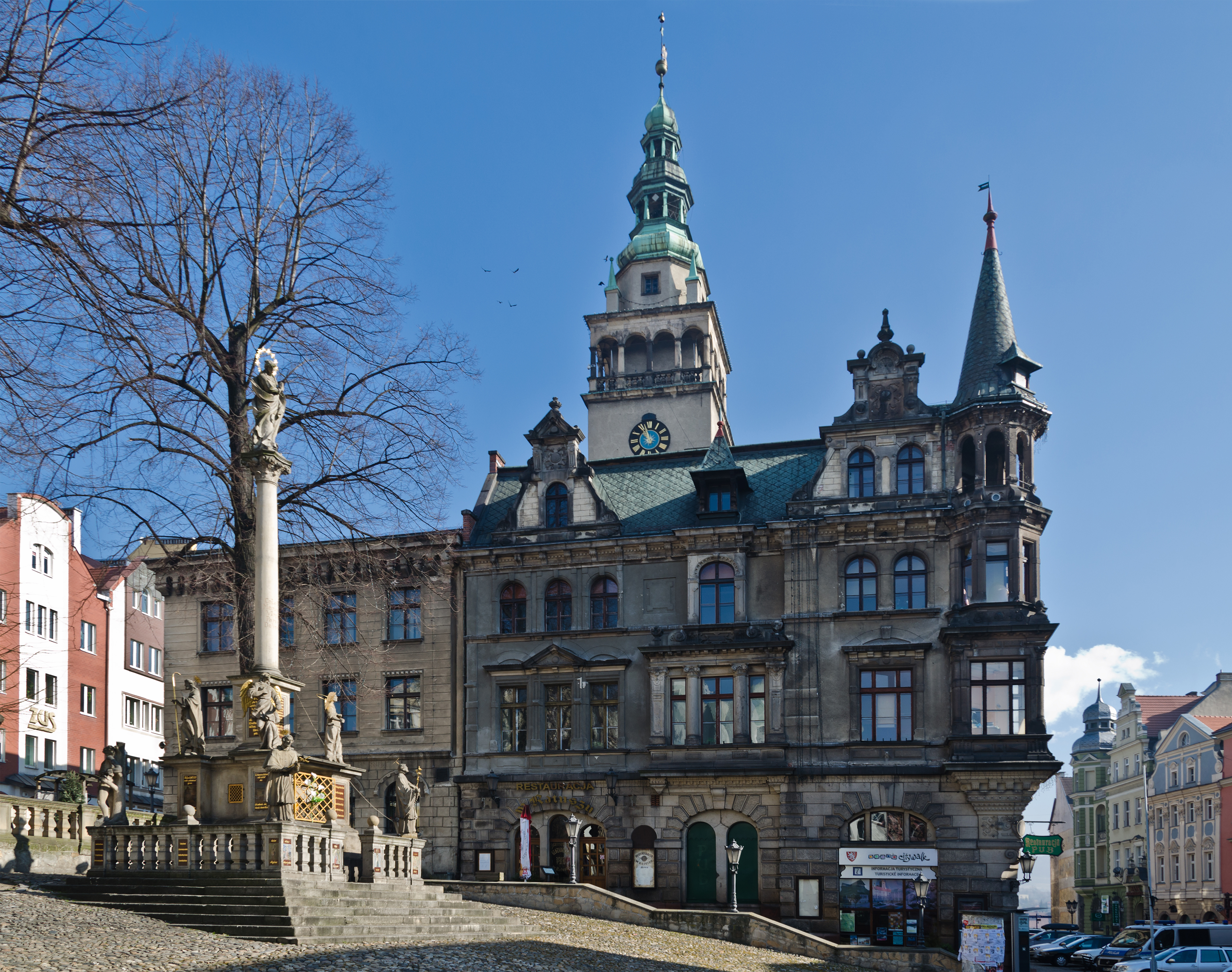
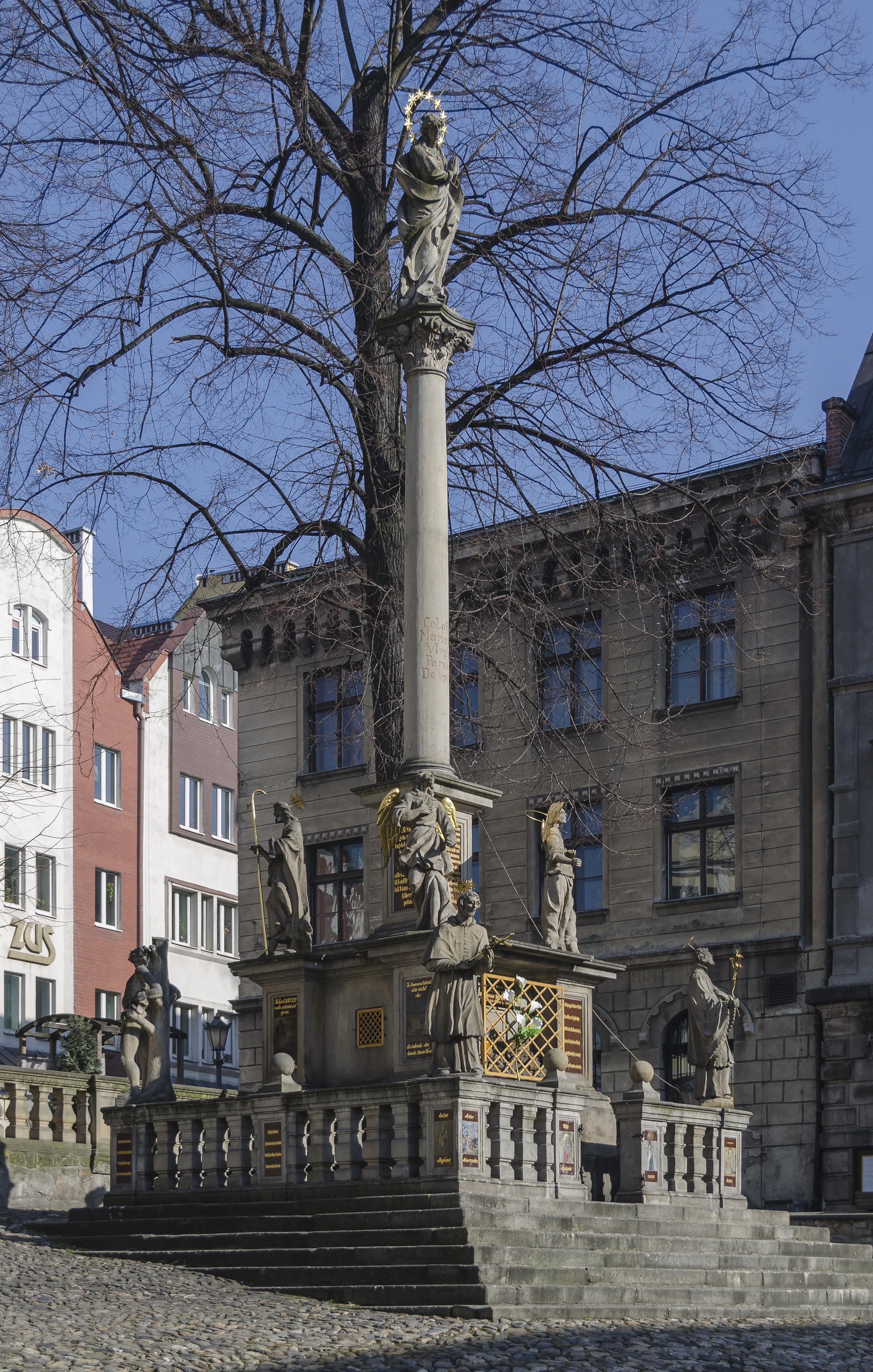
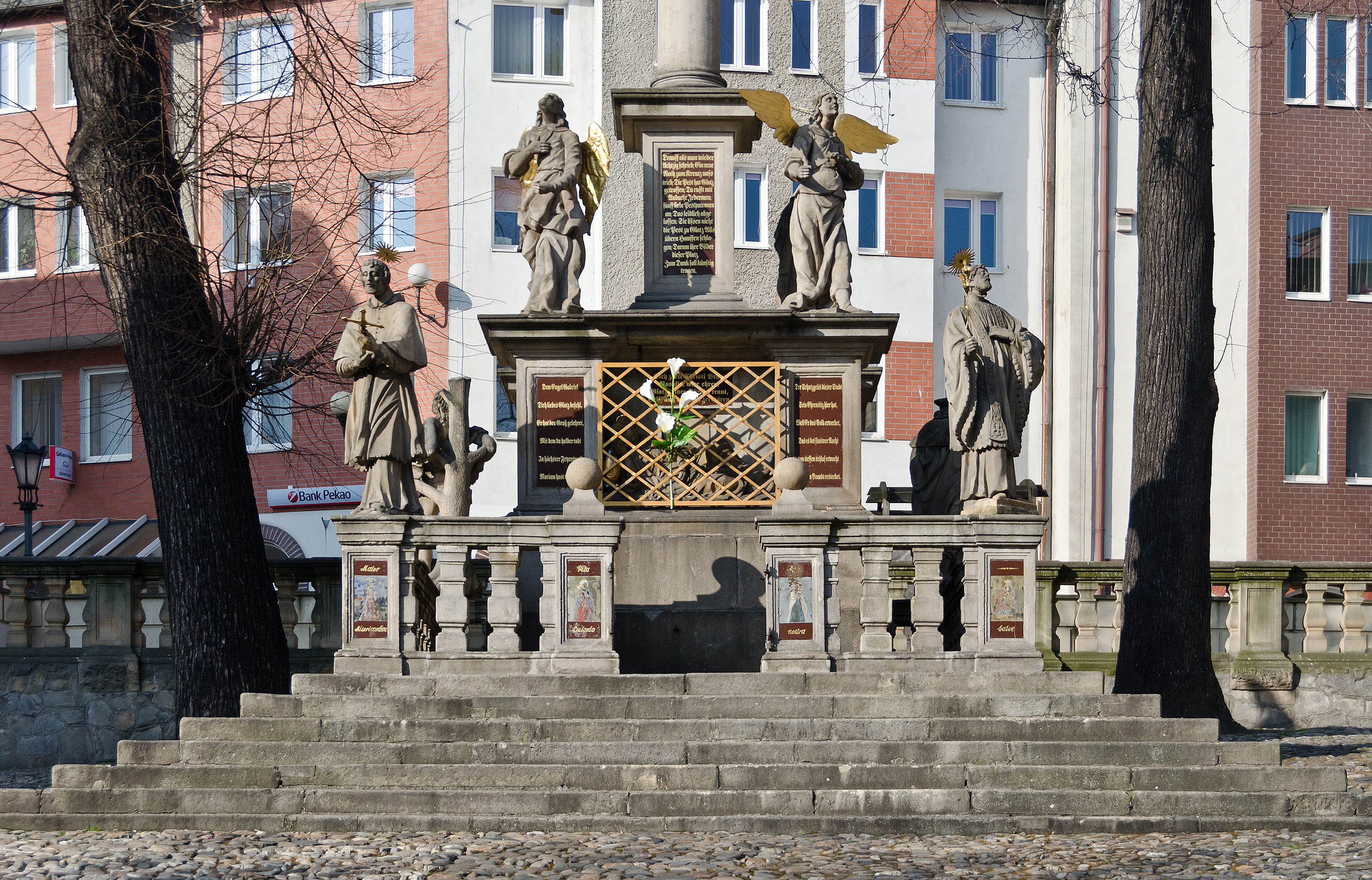
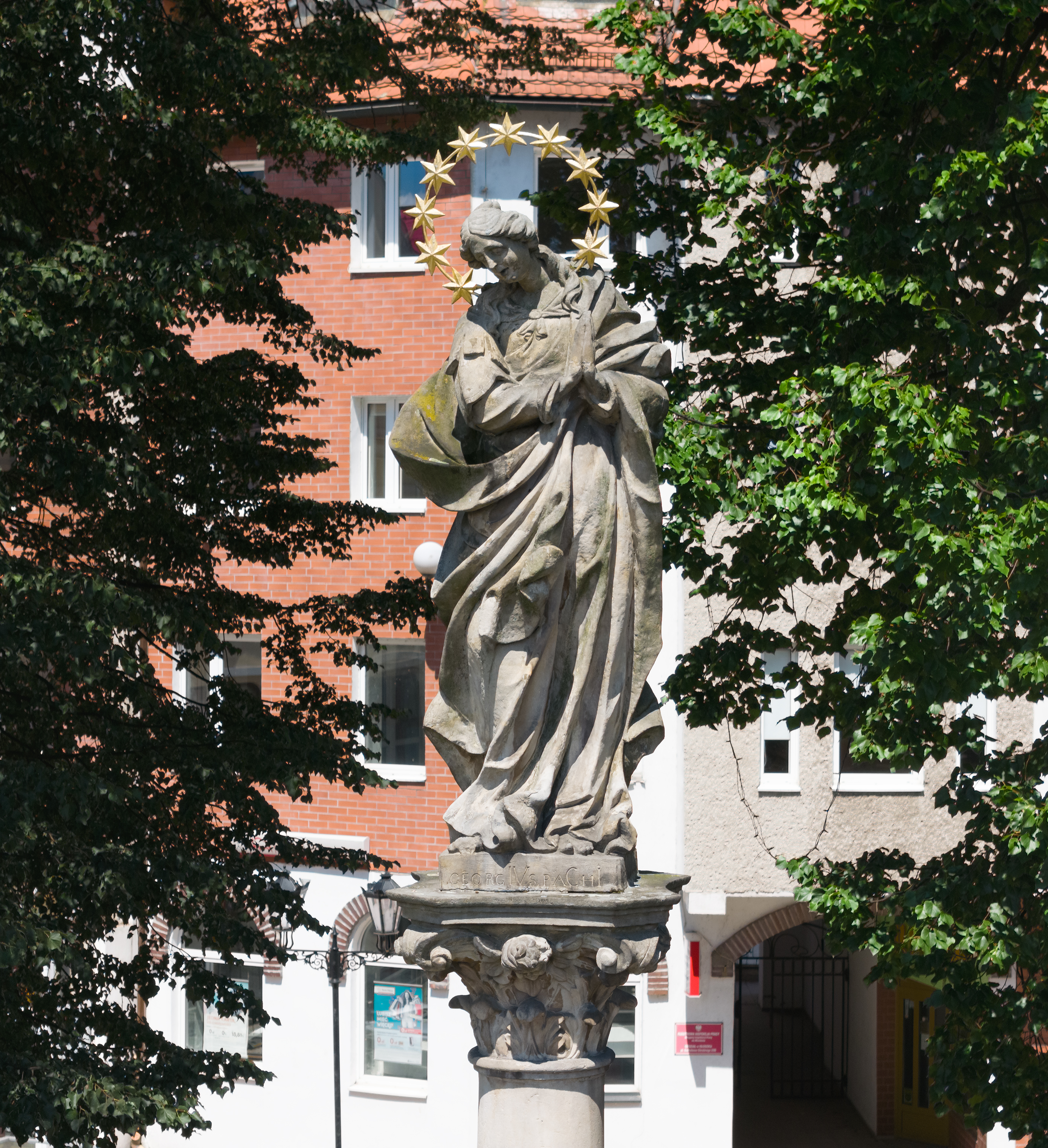
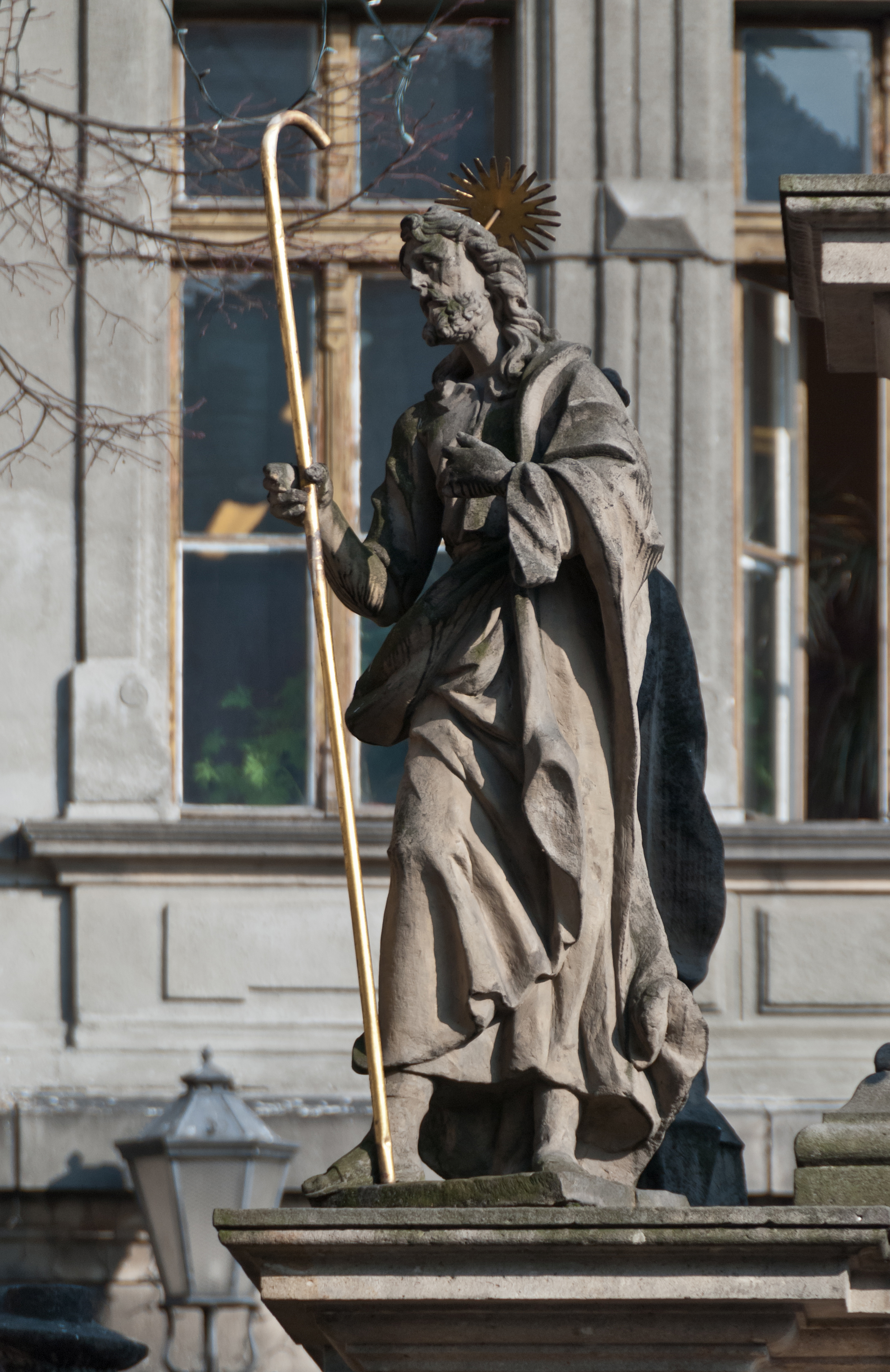
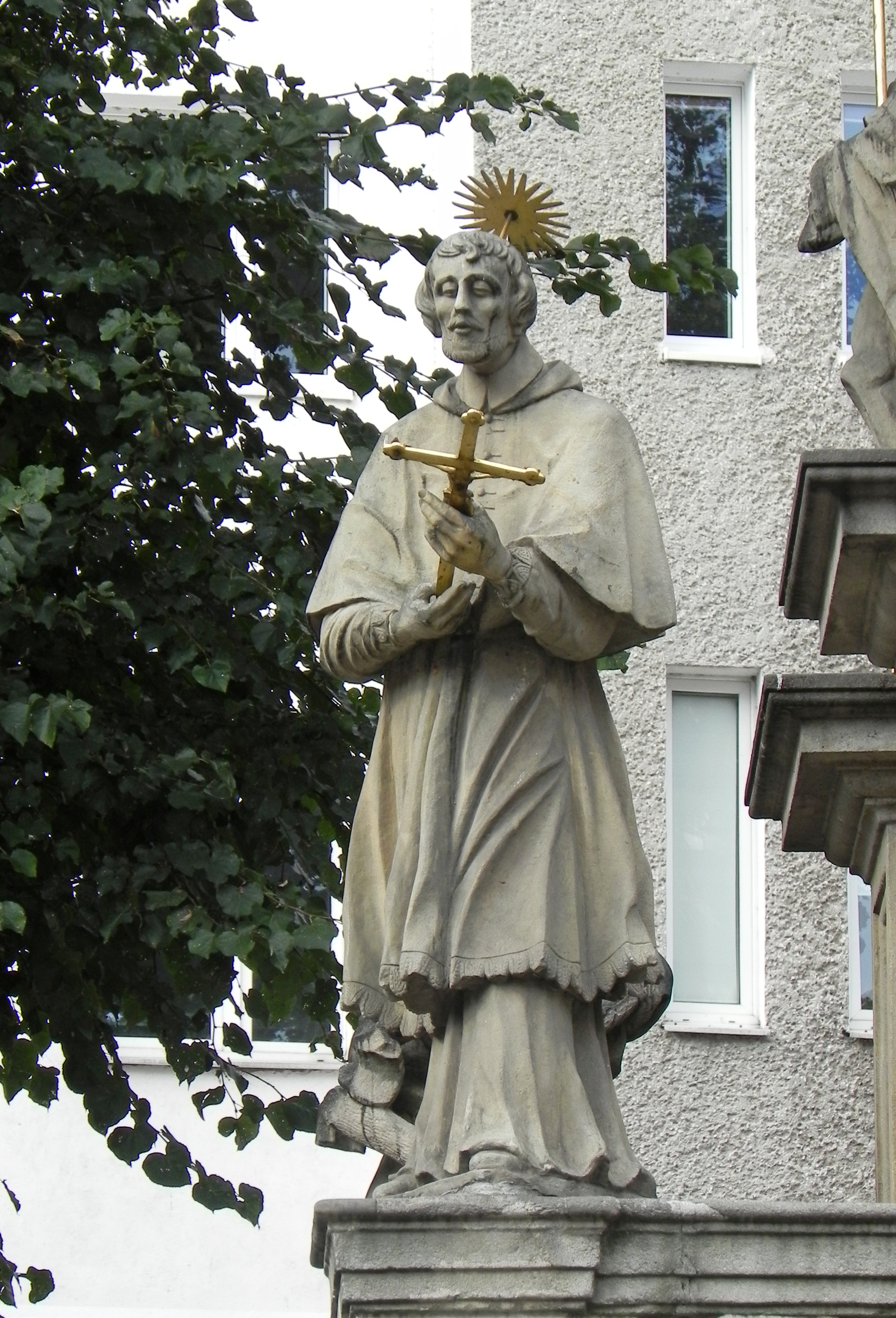
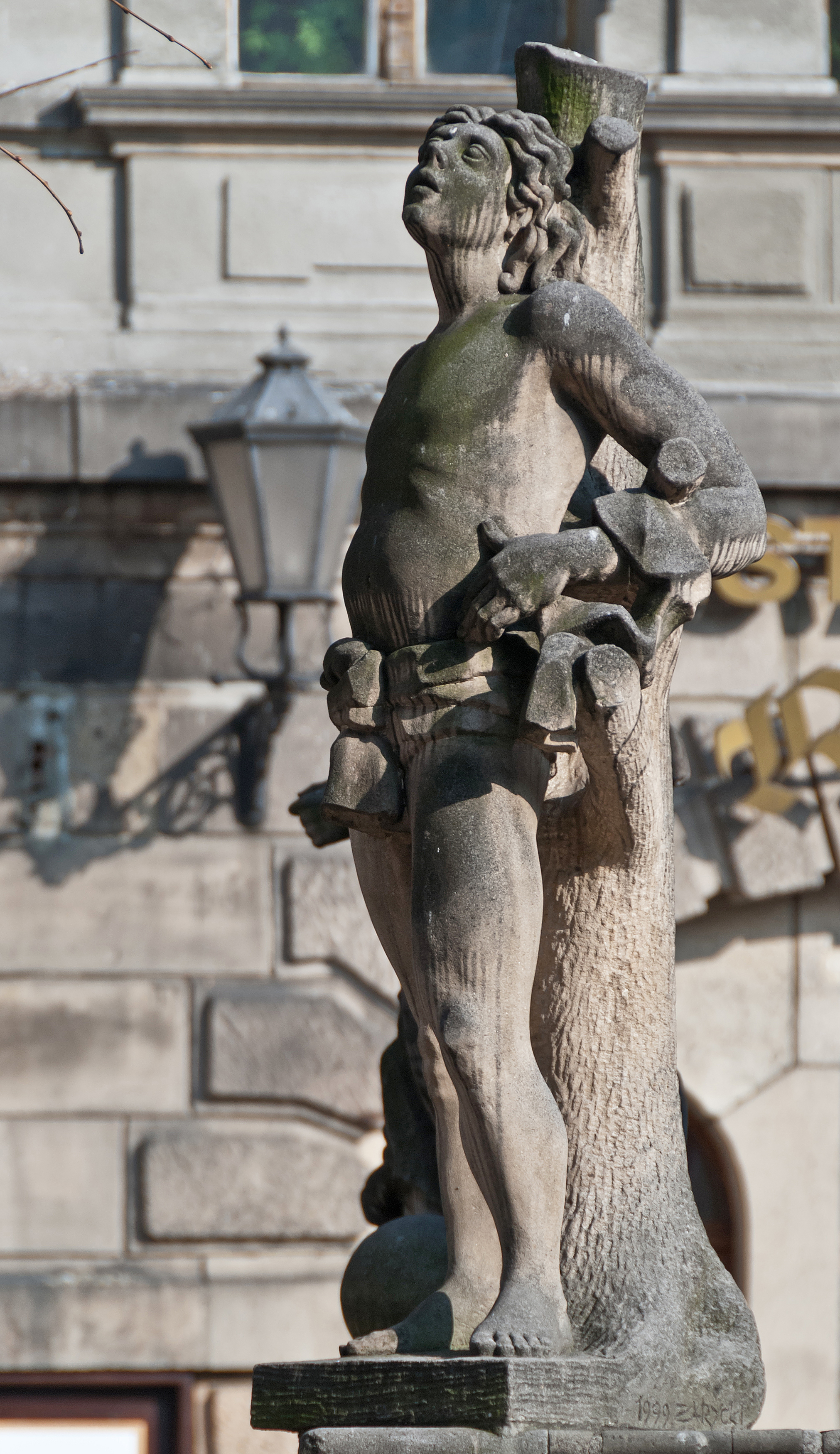
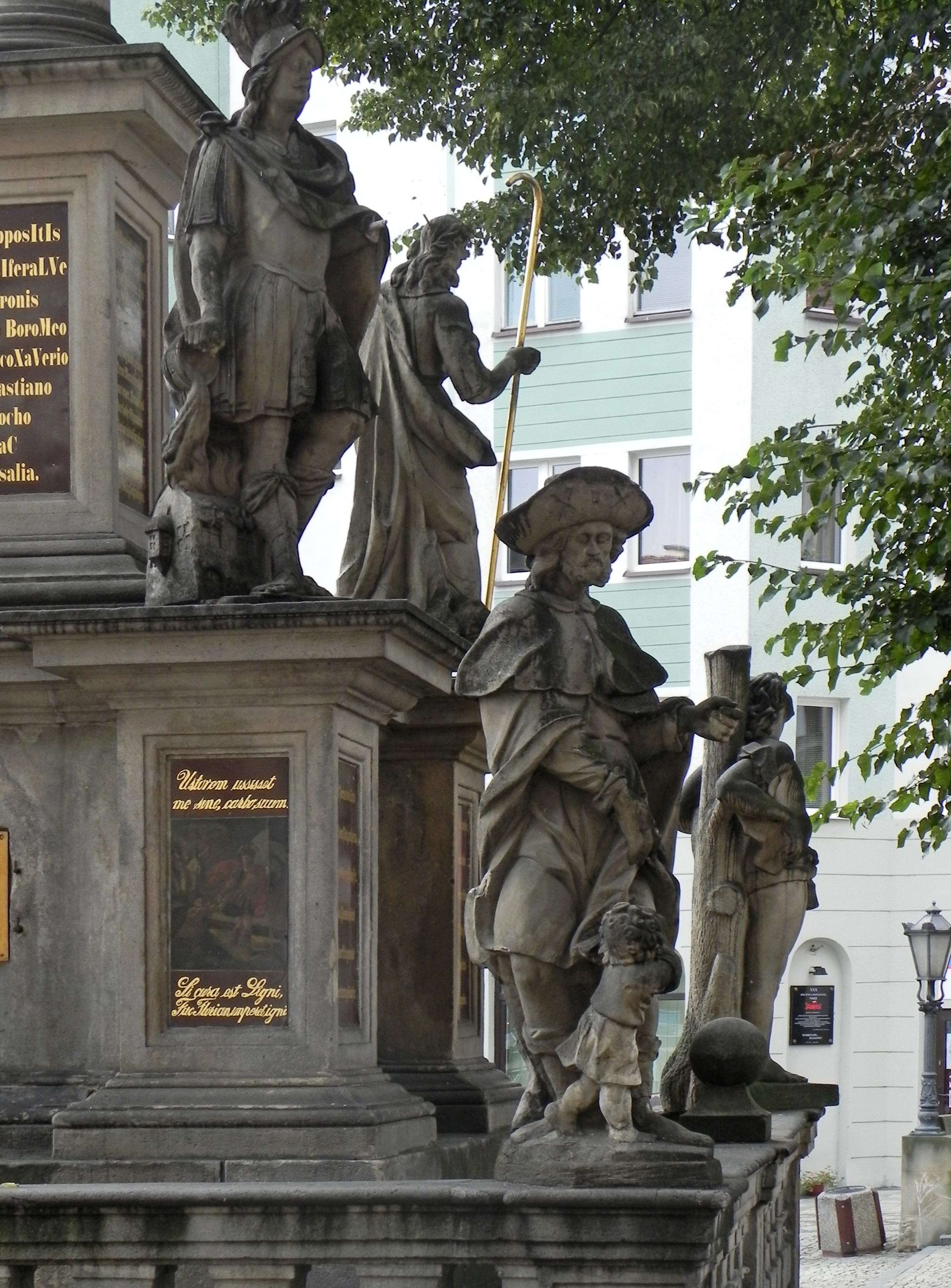

## Zobacz
- Kolumny maryjne w hrabstwie kłodzkim